# Grote glimworm
De grote glimworm of gewone glimworm (Lampyris noctiluca) is een keversoort uit de familie van de glimwormen (Lampyridae). Dat het kevers zijn wordt aangetoond door de harde schilden, die de vleugels bedekken wanneer die niet worden gebruikt. De wetenschappelijke naam van de soort werd gepubliceerd in 1767 door Linnaeus.
Grote glimwormen vertonen een opvallend voorbeeld van seksuele dimorfie. Mannetjes hebben vleugels, met bruine dekschilden, een duidelijke prothorax en een grote bruine vlek in het midden, terwijl wijfjes een larvevorm hebben, geen vleugels hebben en vaak twee keer zo groot als mannetjes zijn, tot 20 millimeter in lengte.
Deze kevers gebruiken bioluminescentie om voor voortplanting soortgenoten aan te trekken. Volwassen wijfjes zijn het bekendst om hun gloeien, ofschoon alle levensstadia licht kunnen geven.

## Verspreiding
Grote glimwormen komen voor van Portugal en Groot-Brittannië in het westen, door Europa en Azië tot China in het oosten. Ze komen het noorderlijkst voor van alle glimwormen, bijna tot aan de noordpoolcirkel.

## Lichtgevend
De vleugelloze larvevormige wijfjes bevinden zich in het gras of lage begroeiing, tijdens de schemering (typisch van 10 tot 11 uur 's avonds), vroeger op schaduwrijke plekken zoals bossen, en draaien hun lichtgevende achterlijven omhoog. Hun kansen op voortplanting stijgen als ze een open ruimte vinden waar hun licht beter zichtbaar is voor mannetjes.
Ze geven geel-groen licht af uit de doorzichte onderkant van de laatste drie buiksegmenten om de kleinere, vliegende mannetjes aan te trekken. Het lichtorgaan is zo ontwikkeld dat het 100% van de verbruikte energie om kan zetten in licht. Ze glimmen twee uur lang en trekken zich dan tot de volgende avond terug in hun schuilplaatsen, of stoppen er onmiddellijk mee als ze een geslachtspartner hebben gevonden. Vrouwtjes kunnen dit tien nachten achtereen doen. Grote glimwormen glimmen het vaakst op avonden in juni en juli.
Mannetjes kunnen het licht tot op 50 meter zien. Het licht wordt continu uitgezonden, al zwaaien vrouwtjes hun romp zijwaarts, wat de indruk geeft van dimmen en lichter worden. Larven geven soms licht, maar lijken in staat hun licht gemakkelijker uit te schakelen dan wijfjes, vooral wanneer ze gestoord worden. Mannetjes worden soms aangetrokken door door de mens gemaakte lichten.

## Habitat

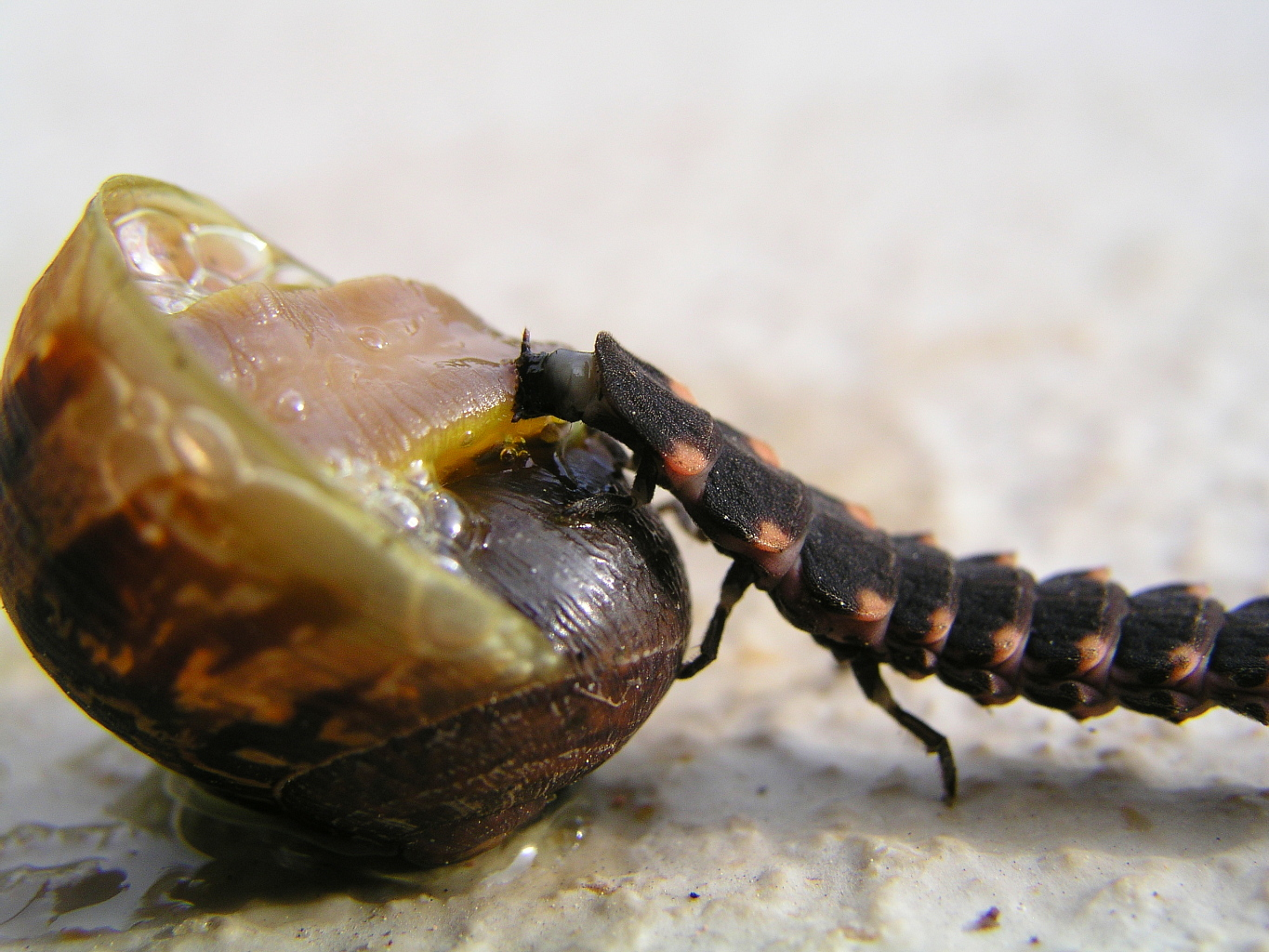
Larve die een slak eet

Glimwormen leven in oud grasland, vooral op kalkrijke grond. Ook in bermen, hagen en op heiden komen ze voor. De larven leven op beschutte plaatsen, onder stenen en hout. De vrouwtjes leven op zonnige, droge plaatsen.

## Levensloop
Nadat een wijfje een geslachtspartner heeft aangetrokken paren ze, legt zij eieren en sterft. In drie dagen legt ze 50 tot 100 eieren op vrij vochtige plekken, bijvoorbeeld op de onderkant van grassprieten of onder mos. De eieren zijn lichtgeel en 1 mm doorsnee. Ze kunnen zwak geel oplichten en komen na 27 tot 45 dagen uit, afhankelijk van de omgevingstemperatuur. Als het koud is duurt het langer. Larven en wijfjes zien er ongeveer hetzelfde uit, hoewel larven lichte vlekken op elk van hun twaalf segmenten hebben, waar vrouwtjes een geheel zwarte rug hebben.
De larven vervellen vier of vijf keer in hun leven. Ze brengen de winter door onder boomstammen, stenen of dorre bladeren. Ze vouwen hun lichaam samen als een harmonica en houden winterslaap wanneer voedsel moeilijk te vinden wordt. In de lente worden ze wakker voor een volgend jaar. Ze worden volwassen van mei tot juli. Volwassenen eten weinig en overleven op reserves, die ze als larve hebben opgebouwd. Na de voortplanting sterven ze.

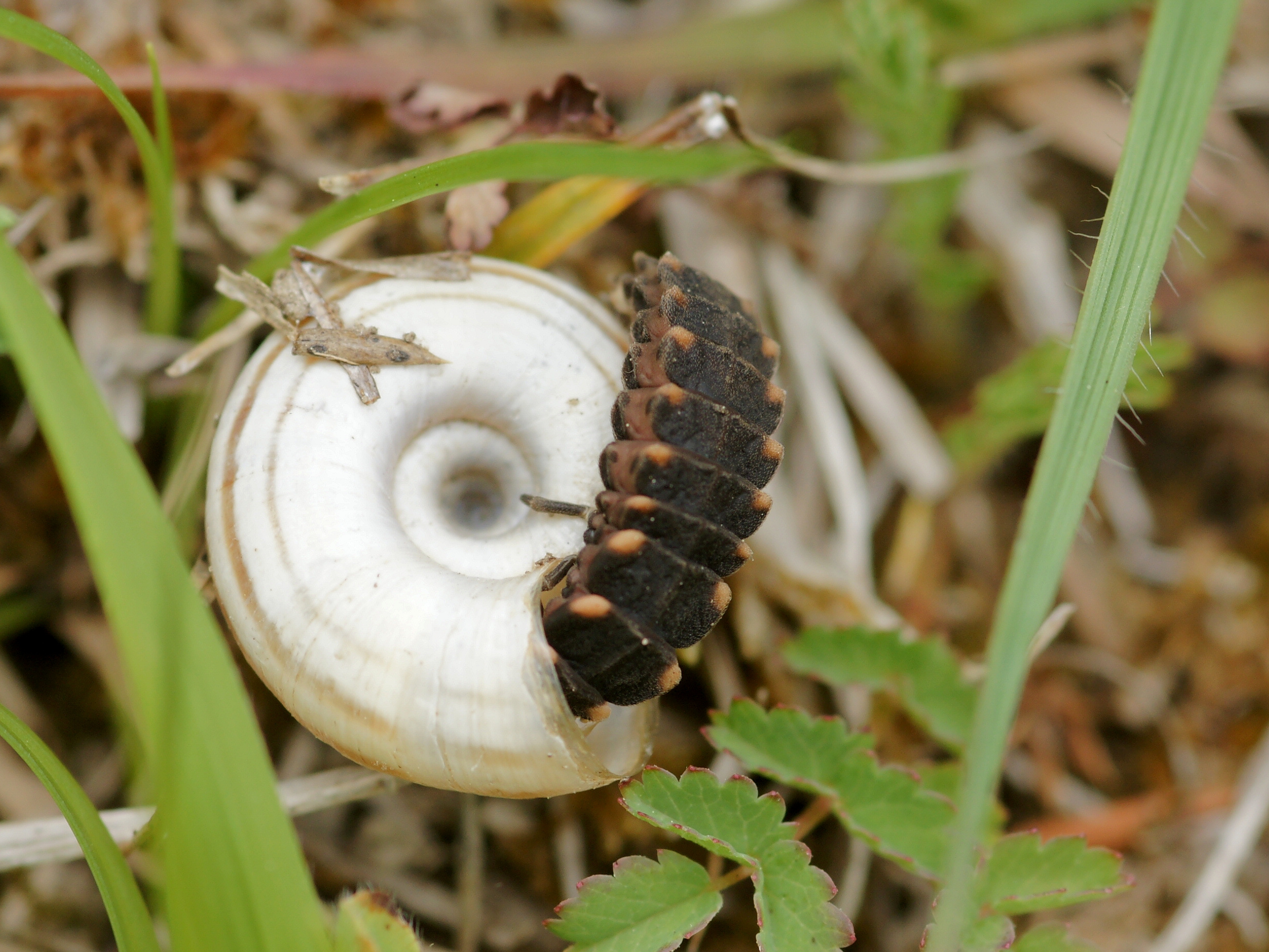
Etende larve (rugzijde)

## Voeding
De larve is een jager en voedt zich, net als de mannetjes en vrouwtjes, met slakken, die tot tweehonderd keer de massa van de keverlarve hebben. De larven spuiten de slakken met een giftig verteringssap in. Het gif verlamt geleidelijk de prooi en de verteringssappen veranderen het weefsel in een bruine vloeistof, die de larve kan oplikken. De prooi blijft daarbij leven en het is waargenomen dat deels gegeten slachtoffers na het maal wegkropen. Als aanpassing aan de leefgewoontes van de slakken zijn de larven 's nachts actief, het meest onder vochtige omstandigheden.